# Bojan Dubljević
Bojan Dubljević (en serbe : Бојан Дубљевић) est un joueur monténégrin de basket-ball né le 24 octobre 1991 à Nikšić. Dubljević évolue au poste d'ailier fort et de pivot. Il mesure 2,05 m.

## Biographie
En juillet 2010, il joue avec l'équipe du Monténégro qui dispute le championnat d'Europe des 20 ans et moins en Croatie. L'équipe est éliminée en quart de finale par l'Espagne. En moyenne, Dubljević marque 15 points et prend 7,8 rebonds en 32 minutes de jeu. Il est le cinquième meilleur rebondeur de la compétition.
En juillet 2011, Dubljević dispute le championnat d'Europe des 20 ans et moins en Espagne. L'équipe est éliminée en quart de finale par l'Italie et finit à la septième place. Dubljević marque en moyenne 22,4 points et prend 9,7 rebonds (deuxième meilleur marqueur et troisième meilleur rebondeur de la compétition) en 30 minutes de jeu et est nommé dans le meilleur cinq de la compétition avec le meilleur joueur, l'Espagnol Nikola Mirotić, l'Italien Alessandro Gentile, le Turc Furkan Aldemir et le Français Evan Fournier.
Lors de la saison 2011-2012 de l'EuroCoupe, Budućnost affronte le Valencia BC en quart de finale. Dubljević est nommé meilleur joueur de la première journée des quarts de finale de l'EuroCoupe mais Budućnost est battu par Valence en 3 manches. Dubljević est aussi élu dans la All-Eurocup Second Team avec Ramel Curry, Yotam Halperin, Jeremiah Massey et Pavel Pumprla.
En juin 2012, il signe un contrat de 3 ans avec Valencia BC qui évolue en Liga ACB, la première division espagnole. Valence et Dubljević participent à l'EuroCoupe 2012-2013. L'équipe est battue en demi-finale et Dubljević est nommé meilleur espoir de la compétition (en moyenne par rencontre, il marque 13,3 points et prend 4,8 rebonds en 21 minutes).
Au début de la saison 2013-2014, il se blesse à l'épaule gauche et manque 6 semaines. En avril 2014, il est nommé meilleur joueur du match aller des demi-finales de l'EuroCoupe avec une évaluation de 31 (24 points et 12 rebonds) dans la victoire de Valence face au BK Nijni Novgorod.
Il est élu révélation de l'année lors de l'EuroCoupe 2013-2014, compétition que Dubljević et ses coéquipiers remportent. Il est aussi nommé dans le deuxième cinq majeur de la compétition.
En juin 2017, il remporte le championnat d'Espagne avec Valencia face au Real Madrid. Dubljević est aussi élu meilleur joueur de la finale.

## Distinctions individuelles
- Meilleur cinq du Championnat d'Europe de basket-ball masculin des 20 ans et moins 2011.
- Meilleur joueur de la première journée des quarts de finale de EuroCoupe de basket-ball 2011-2012.
- All-Eurocup Second Team en 2011-2012 et 2013-2014.
- Révélation de l'année en EuroCoupe 2013 et 2014.
- Meilleur joueur des finales du championnat d'Espagne 2016-2017